# Mikroregion Diamantina

Mikroregion Diamantina

Mikroregion Diamantina – mikroregion w brazylijskim stanie Minas Gerais należący do mezoregionu Jequitinhonha.

## Gminy
- Couto de Magalhães de Minas
- Datas
- Diamantina
- Felício dos Santos
- Gouveia
- Presidente Kubitschek
- São Gonçalo do Rio Preto
- Senador Modestino Gonçalves